# Szerpur
Szerpur (beng. শেরপুর জেলা) – miasto w północnym Bangladeszu, w prowincji Dhaka.
Miasto zostało założone w XVII wieku. Jego powierzchnia wynosi 23,39 km². Populacja wynosi 78749, w tym 52.22% stanowią mężczyźni, 47.78% kobiety. Na 1 km² przypada 3367 osób.